# 卡斯泰克章克申 (加利福尼亞州)
卡斯泰克章克申（英語：Castaic Junction）是位於美國加利福尼亞州洛杉磯縣的一個非建制地區。該地的面積和人口皆未知。

## 地理
卡斯泰克章克申的座標為34°26′35″N 118°36′39″W / 34.44306°N 118.61083°W，而該地的平均海拔高度為310米（即1017英尺）。